# Aïmen Moueffek
Aïmen Moueffek (arabisch أيمن موفق, DMG Aiman Muwaffaq; * 9. April 2001 in Vienne) ist ein französisch-marokkanischer Fußballspieler, der aktuell für AS Saint-Étienne spielt.

## Karriere

### Verein
Am 10. August 2019 gab er bei der 0:1-Heimniederlage gegen VF Les Herbiers sein Debüt für die zweite Mannschaft. Er spielte in der Saison 2019/20 sechs Spiele für die zweite Mannschaft. Zudem stand er zweimal bei den Profis im Kader, kam jedoch nicht zum Einsatz. Am 17. September 2020 gab er beim 0:2-Auswärtssieg gegen Olympique Marseille sein Debüt für die erste Mannschaft in der Ligue 1, als er in der 9. Spielminute für den verletzten Mathieu Debuchy eingewechselt wurde. Insgesamt spielte er in der Saison neunzehn Ligaspiele. 2021 wurde er für den Golden Boy nominiert.

### Nationalmannschaft
Moueffek hat marokkanische Wurzeln, wurde aber in Frankreich geboren. Bisher spielte er für die U16-Nationalmannschaft von Frankreich.